# Старокладбищенская синагога во Львове
Старокладбищенская синагога (идиш בית-עולם שוהל‎ — «Бесо́йлем-шил» или также בית עלמין ישן שוהל «Бейс-алмин юшон шил») — одна из самых старых синагог Краковского предместья Львова.
Находилась возле Старого еврейского кладбища на ул. Раппопорта № 2. Известно, что во второй половине XVII века она уже существовала и принадлежала погребальному братству предместья. На планах Львова второй половины XVIII века можно было различить её очертания. За всю свою историю неоднократно перестраивалась. Судя по рисунку архитектора Юзефа Авина и по характеру изображенного на нем арабескового орнамента, восточный фасад синагоги реконструировал Авин накануне Первой мировой войны. То здание Старокладбищенской синагоги, что известно нам, и которое сохранилось до 2-й мировой войны, в своей основе является постройкой XIX века. Синагога продолжала функционировать и после закрытия Старого еврейского кладбища в 1855 году.
Старокладбищенская синагога была также одним из центров благотворительной деятельности еврейской общины, при ней действовало общество «Тойрас Хесед шел Эмес».
В 1942 году вместе с ликвидацией Старого еврейского кладбища немецкими нацистами Старокладбищенская синагога была разрушена.

## Изображения

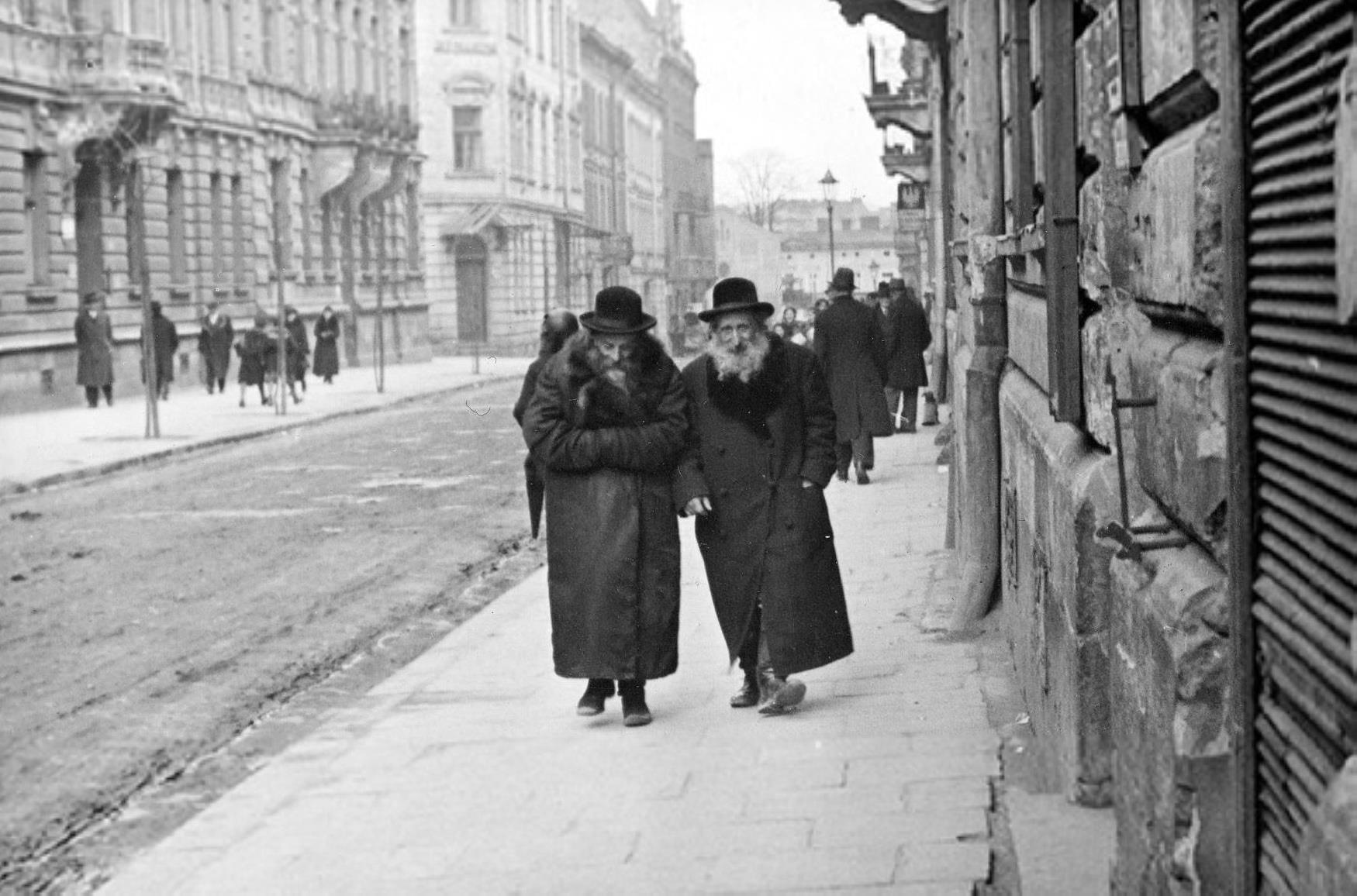
Старокладбищенскую синанагогу хорошо было видно с улицы Бернштайна (Шолом-Алейхема)
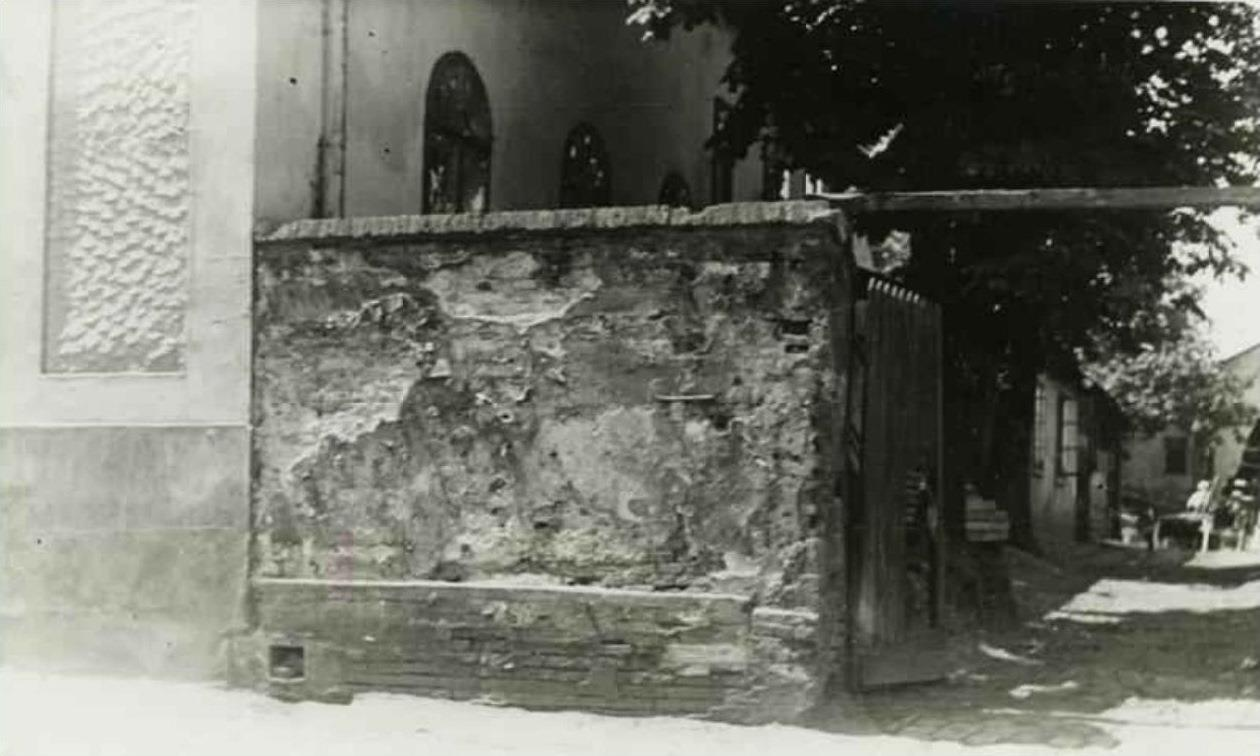
Фрагмент здания Старокладбищенской синагоги
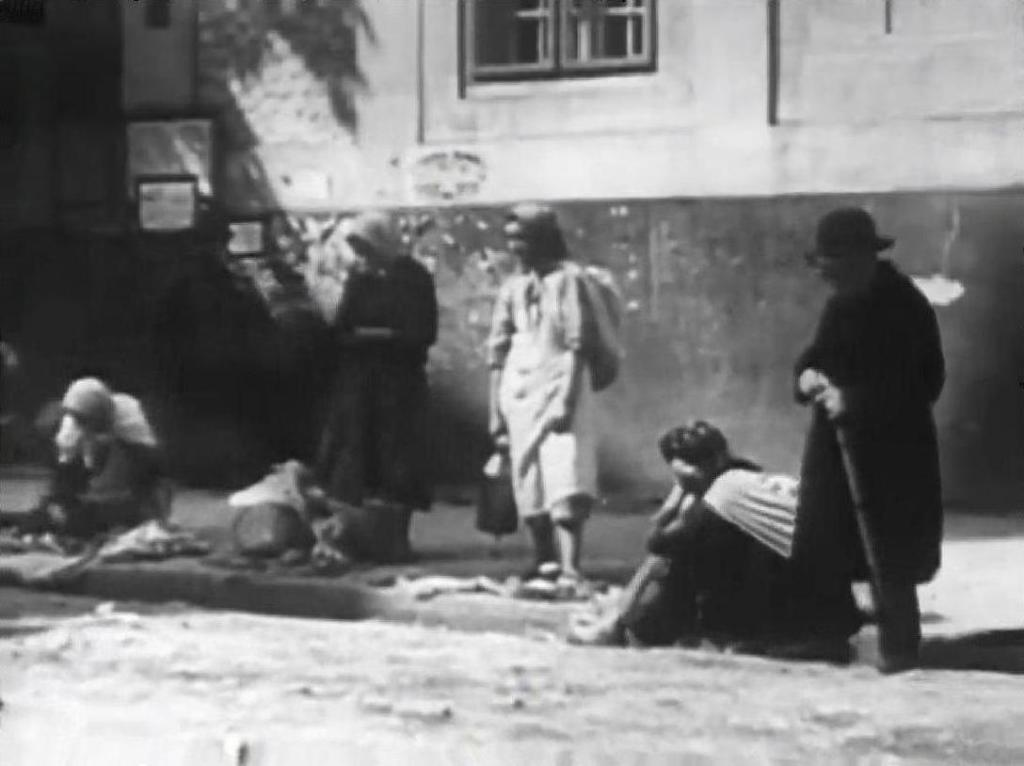
Возле Старокладбищенской синагоги
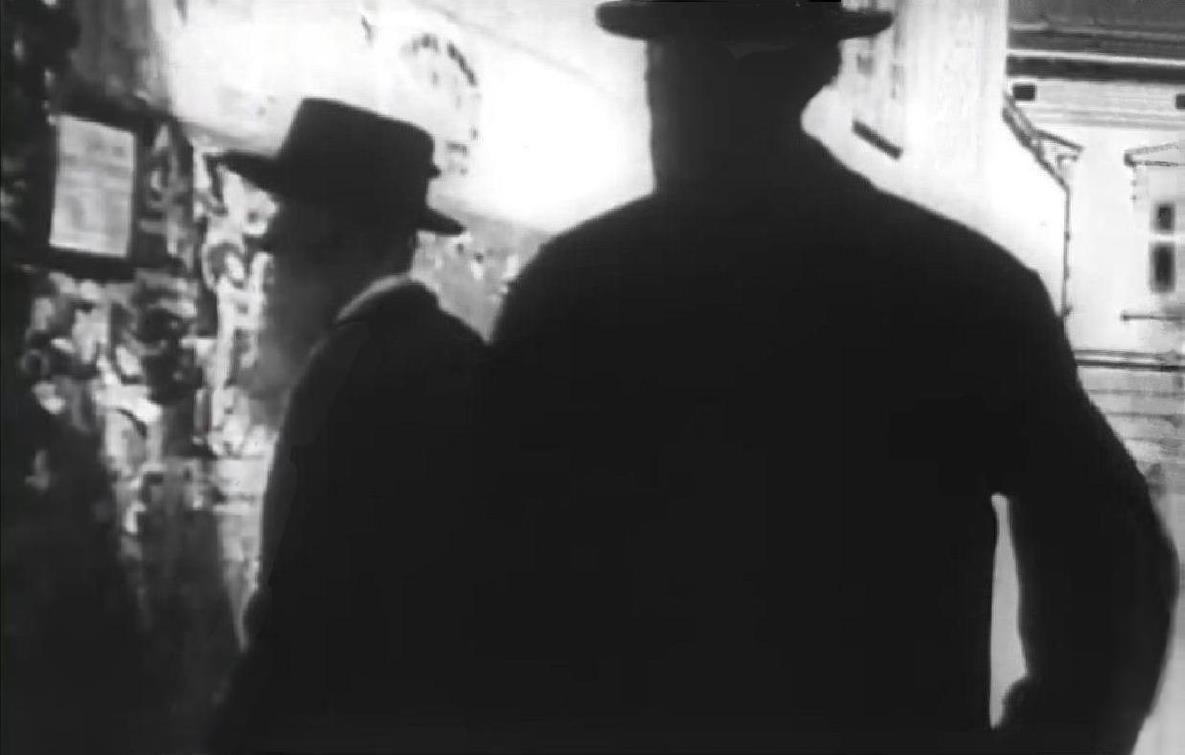
Возле Старокладбищенской синагоги
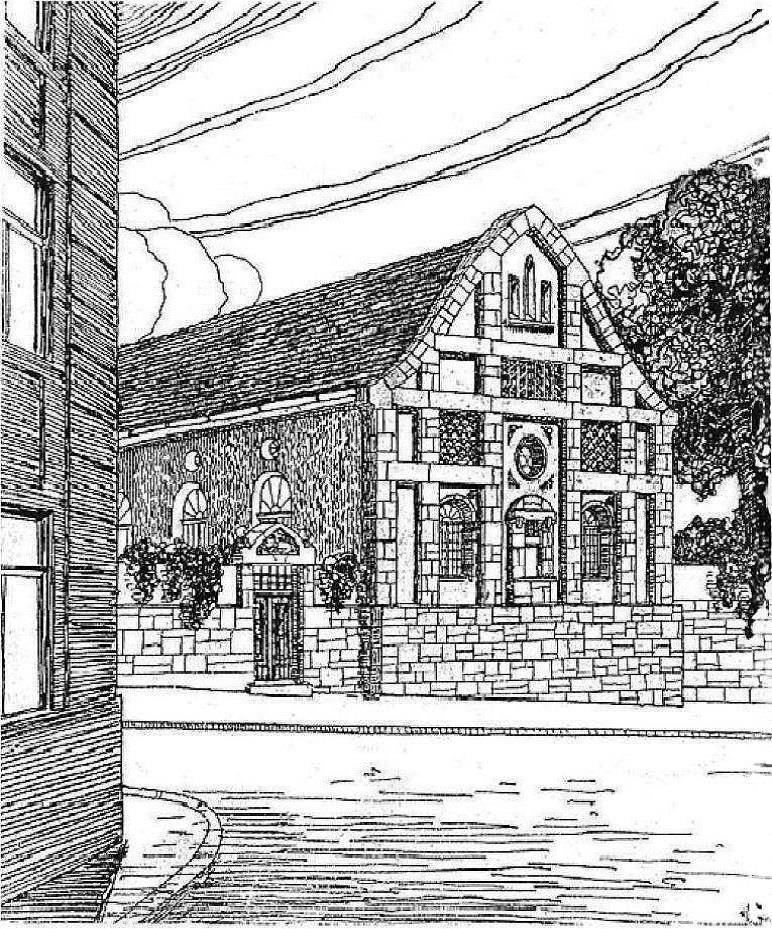
Юзеф Авин, проект реконструкции Старокладбищенской синагоги, 1910 г.